# Берлизов, Александр Иванович
Алекса́ндр Ива́нович Берли́зов (12 октября 1946, Тихорецк, Краснодарский край, РСФСР, СССР — 1974, Днепропетровск, Днепропетровская область, Украинская ССР, СССР) — советский серийный убийца и насильник, действовавший в Днепропетровске и Тихорецке.

## Биография

### Детство и юность
Александр Берлизов родился в 1946 году в Тихорецке. В 1963 году после окончания средней школы Берлизов поступил в Ростовский институт инженеров железнодорожного транспорта, но с первого курса был отчислен за неуспеваемость. В 1965—1967 годах проходил службу в Советской армии.
Приехав в Днепропетровск, 8 января 1970 года подал заявление для трудоустройства на Южный машиностроительный завод (ЮМЗ, Южмаш). 16 января 1970 года был принят в цех № 20 учеником токаря, а 26 февраля 1970 года из учеников переведён в токари. 21 августа 1972 года Берлизов переведён в цех № 72 в качестве электромонтажника. Влившись в коллектив Южмаша, Берлизов вступил в оперативный комсомольский отряд дружинников (ОКОД) и даже стал заместителем командира.

### Убийства
Первое нападение в Днепропетровске 24-летний Берлизов совершил в 1970 году. Он подкараулил женщину, которая возвращалась домой поздно вечером и набросился на неё сзади. Сорвав с жертвы косынку, Берлизов стал душить её до потери сознания, а затем изнасиловал и забрал у потерпевшей некоторые личные вещи. Никакой материальной ценности похищенное не представляло — Берлизов просто хранил эти сувениры. Берлизов раз за разом нападал на женщин, одиноко идущих по тёмным улицам Днепропетровска. В советские времена плохо освещался микрорайон Большевистский, прилегающий к ЮМЗ, и потому Берлизов выбрал его, а также посёлок Шевченко, или, как его ещё называют, Стахановский — по названию проходной ЮМЗ. После второй смены люди возвращались домой, и тут в тёмных переулках маньяк поджидал женщин.
В октябре 1970 года Берлизов вёл себя по-хулигански в автобусе — ударил водителя, который сделал ему замечание. Народный суд арестовал хулигана на десять суток.
Вскоре Берлизов совершил первое убийство: подкараулив поздно вечером на улице Кулагина 32-летнюю женщину, приехавшую из Мурманска, чтобы навестить находившегося у родственников сына Берлизов задушил и изнасиловал её. Затем снял с рук мёртвой женщины три золотых кольца, вытащил из её сумки деньги и ключи от мурманской квартиры. На место преступления выехала оперативная группа милиции, а также эксперт-криминалист Леонид Костенко. Рядом с трупом было обнаружено надкусанное яблоко, которое стали важными уликами дела: слепок на яблоке совпал со слепком, сделанным с зубов Берлизова после задержания. Важную роль в нахождении этих улик сыграла эксперт-криминалист Людмила Слаболинская.
Специалисты заметили одинаковый почерк у убийств, и поняли, что все убийства совершаются одним лицом. Милицию в Днепропетровской области тогда возглавлял генерал-майор внутренней службы Иван Гладуш. Женщины старались в тёмное время не выходить на улицу. Со второй смены женщин встречали и провожали до дома близкие. Оперативники и участковые проверяли бывших осуждённых Днепропетровска, имевших судимости за изнасилования. Вечером и ночью улицы патрулировали усиленные наряды милиции и дружинники.
Берлизов к тому времени возглавляет оперативный отряд дружины работников «Южмаша» и был в курсе милицейских разработок по его делу. Берлизов решает сменить тактику и начинает нападать на жертв в открытую. 
На одном из мест преступления были обнаружены отпечатки подошвы импортной обуви марки Саламандер (Salamander). В торговые организации Днепропетровска такой обуви не поступало. Небольшая партия немецкой обуви поступила на ЮМЗ через отдел рабочего снабжения: часть была распределена среди инженерно-технического персонала, часть — среди рабочих.
В августе 1973 года в девять часов вечера на «Центральной» проходной ЮМЗ (улица Рабочая) в троллейбус села девушка, она ехала домой. На «Восточной» проходной ЮМЗ (улица Титова) в этот же троллейбус сел Берлизов. На остановке ул. Болгарская девушка вышла из троллейбуса и направилась в общежитие, в котором проживала. Берлизов догнал её и стал душить, но девушка выжила. Она сообщила следственным органам довольно точный словесный портрет преступника и описала его одежду.

### Арест, следствие и суд
Ориентировку на маньяка получили все милиционеры Днепропетровска, часть из которых направили дежурить у городских предприятий. Одним из них оказался режимный ЮМЗ. В августе 1973 года дежуривший у проходной сотрудник отдела БХСС города Днепропетровска, лейтенант милиции Николай Савенко Николай сообщил, что на заводе работает мужчина, похожий на подозреваемого. В задержании Берлизова участвовали заместитель начальника городской милиции по оперативно-розыскной работе Анатолий Токарь  заместитель начальника Жовтневого РОВД Виталий Федоряк. Берлизов был доставлен в городскую милицию. По приезде следователя Днепропетровской областной прокуратуры Игоря Кравцова начались следственные мероприятия. Берлизову были предъявлены обвинения по нескольким статьям, среди которых умышленное убийство, в том числе при отягчающих обстоятельствах, и изнасилование. На допросах Берлизов признавался только в тех преступлениях, по которым у следователей были неопровержимые доказательства.
В приговоре Верховного суда Украинской ССР от 3 июня 1974 года фигурирует 21 пострадавший от рук маньяка. По совокупности совершённых преступлений Берлизов был приговорён к смертной казни (расстрелу) с конфискацией имущества. Расстрелян летом 1974 года в Днепропетровском СИЗО.
За проявленную бдительность при розыске и поимке особо опасного преступника лейтенант милиции Николай Савенко был удостоен государственной награды и повышен в звании. Также он получил трёхкомнатную квартиру в жилмассиве Победа, которую пообещал генеральный директор Южного машиностроительного завода А. М. Макаров тому, кто найдёт насильника.

## В массовой культуре
- Документальный фильм «Ночной демон» из цикла «Без срока давности» (2013)
- Документальный фильм «Александр Берлизов — подлинная история днепропетровского маньяка» (2022)